# Thérèse Blanchet
Pour les articles homonymes, voir Blanchet.
Thérèse Blanchet, née le 22 mai 1962 à Genève, est une jurisconsulte franco-suisse. Elle est secrétaire générale du Conseil de l'Union européenne depuis le 1er novembre 2022.

## Biographie

### Origines et famille
Thérèse Blanchet naît le 22 mai 1962 à Genève. Elle est originaire de Carouge, dans le canton de Genève.
Son père, Maurice Blanchet, est un peintre et naturaliste, connu pour avoir réintroduit le castor dans le canton de Genève, ; sa mère, d'origine française, se prénomme Jeanne. Elle est la sœur du comédien Jean-Alexandre Blanchet et la petite-fille du peintre Alexandre Blanchet.
Elle est mariée à Jouko Lempiäinen, directeur finlandais d'un service de l'Organisation mondiale des douanes, et mère d'un enfant.

### Enfance et études
Elle grandit à Confignon, dans le canton de Genève.
Après le collège de Saussure, elle étudie le droit à l'Université de Genève, en Suisse, et obtient son diplôme en 1984. Elle est admise à l'examen du barreau en 1987, et décroche en 1989 un master en droit européen au Collège d'Europe à Bruges, en Belgique.

### Parcours professionnel
Elle commence son parcours en 1987, en tant qu'avocate à Genève, et devient, en 1990, conseillère juridique auprès de l'Association européenne de libre-échange. Elle est conseillère juridique au Service juridique du Conseil de l'Union européenne en 1995, et devient conseillère auprès du Directeur général du Service juridique dès 2000. Douze ans plus tard, en 2012, elle occupe le poste de Directrice de la direction Justice et affaires intérieures du Service juridique du Conseil, avant d'être nommée le 13 octobre 2022, pour occuper la fonction de secrétaire générale du Conseil de l'Union européenne, à compter du 1er novembre 2022,.

## Publications
- (en) Thérèse Blanchet, Risto Piipponen et Maria Westman-Clement, The Agreement on the European Economic Area, Clarendon Press, 29 septembre 1994, 522 p. (ISBN 0198258844)